# Caours
Caours település Franciaországban, Somme megyében. Lakosainak száma 565 fő (2022. január 1.). Caours Abbeville, Drucat, Millencourt-en-Ponthieu, Neufmoulin és Vauchelles-les-Quesnoy községekkel határos.

## Népesség
A település népességének változása:
| Lakosok száma | 613  | 604  | 622  | 603  | 600  | 599  | 598  | 581  | 565  |
|               | 2013 | 2015 | 2016 | 2017 | 2018 | 2019 | 2020 | 2021 | 2022 |